# Bacillus megaterium
A Bacillus megaterium é uma espécie de bactéria em forma de haste e gram-positiva do género Bacillus usada como inoculante de solo na agricultura e horticultura..  De acordo com vários autores, esta bactéria tem a capacidade de solubilizar fosfatos naturais existentes no solo, disponibilizando o fósforo contido nestes materiais, para as plantas cultivadas. Na antiga União Soviética, o B. megaterium foi cultivado em laboratório e utilizado na forma de inoculante para fertilizar o solo, aumentando a solubilização de minerais fosfatados.  Os trabalhos utilizando esta técnica mostraram excelentes resultados no aumento da produção de grãos e outros alimentos.